# Cząstki fundamentalne
Cząstki fundamentalne – najprostsze cząstki elementarne, dla których nie jest znana struktura wewnętrzna. Zalicza się do nich kwarki, leptony oraz bozony oddziaływań.